# 无国界记者
無國界記者是致力於保護記者免受迫害，促進新闻自由的国际非政府组织，由羅伯特·梅納德（Robert Ménard）於1985年在法國蒙彼利埃創立。總部設於巴黎，並在亞、歐、美、非設有14家辦事處（在美國有兩個辦事處，分別位於華盛頓與舊金山）。
無國界記者是國際言論自由交流會的成员。IFEX由全球60多個非政府组织組成，在世界范围内監察言论自由被侵犯的状况、促進並捍卫言論自由的权力。在无国界记者发表的的报刊、出版物中，指出：“无国界记者捍卫全世界被囚禁的记者的权利以及新闻自由，即《世界人权宣言》中第19条描述的提供信息及获取信息的权利。”
无国界记者於2005年獲欧洲议会授予自由精神萨哈罗夫奖。

## 背景

旧标志（英文）

無國界記者始建於1985年，其創辦人為羅勃·梅納、雷米·洛瑞、雅克·莫萊納和艾米利亞·朱比諾，地點為法國蒙彼利埃，總部設於巴黎第二区。
起初，無國界記者致力於促進獨立媒體，創辦人之間卻因此有意見分歧，結果只有羅勃·梅納留在無國界記者中。之後，羅勃·梅納決定將無國界記者的目的改為促進新聞自由。梅納指出无国界记者的靈感係源自1948年《世界人权宣言》第19條，即所有人均擁有「言論和表達自由的權利」。
羅勃·梅納是无国界记者的首任秘書長。於2008年，讓-弗朗索瓦·茱莉亞接任秘書長一職。克里斯托夫·德盧瓦爾於2012年7月接任秘书长一職。
无国界记者的主要行動手段是通過信件、請願和新聞稿，呼籲各國政府關注新聞自由。透過遍布全球的150名通訊員，无国界记者能夠收集相關信息，並對違反新聞自由的區域進行調查。如有必要，无国界记者會要求通訊員評估一個特定國家工作條件。无国界记者亦會每年發佈一些出版物，如新闻自由指数。
為對抗假新聞，無國界記者於2018年4月發起「新聞信任計畫」（Journalism Trust Initiative; JTI），旨在為全球的新聞工作者建立一套信任度及透明度標準。

## 機構設置

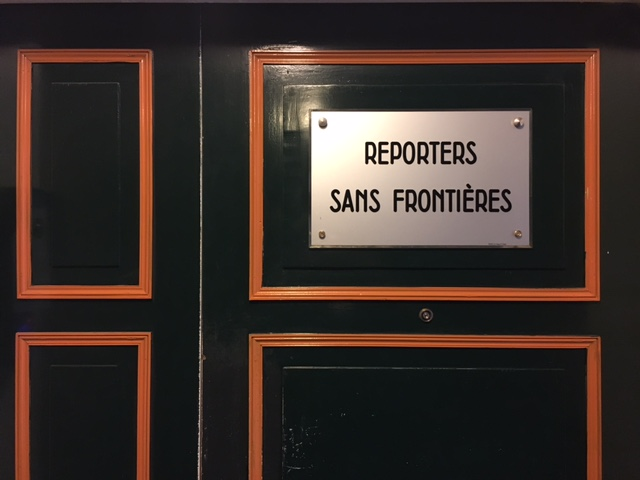
无国界记者總秘書處

### 國際秘書處
- 法國巴黎（Reporters sans frontières）

### 辦事處
歐洲
- 奥地利 維也納（Reporter ohne Grenzen）
- 比利时 布魯塞爾（Reporters sans frontières / Reporters zonder grenzen）
- 德国 柏林
- 義大利 米蘭
- 西班牙 馬德里（Reporteros sin fronteras）
- 瑞典 斯德哥爾摩（Reportrar utan Gränser）
- 瑞士 日內瓦（Reporters sans frontières）
- 英国 倫敦
- 芬兰 赫爾辛基

亞洲
- 中華民國（臺灣） 臺北

非洲
- 塞内加尔 達喀爾

北美洲
- 美国 舊金山
- 美国 華盛頓

南美洲
- 巴西 里約熱內盧

## 出版物
无国界记者的出版物包括新聞稿、調查報告和定期刊物。這些出版物大多關於個別國家或地區的新聞發展，或關於某個特定的主題。在每年的十二月，无国界记者都會公佈一份關於資訊自由和記者安全的年度概覽。无国界记者的網站有六種語言版本（法語、英語、西班牙語、阿拉伯語、漢語、波斯語），網站內有年度概覽的存檔。
无国界记者组织甚至出版了一个Minecraft地图，名为反审查图书馆

### 全球新闻自由指数

2022年全球新闻自由指数排名，顔色越偏藍代表越自由，越偏紅代表越不自由。

无国界记者的新闻自由指数是本組織根據各國新聞自由的情況，每年整合出版的國家新聞自由排名。而小型國家如安道爾和梵蒂岡則不會被列入排名中。
此排名是根據一份問卷調查而得。問卷的調查對象來自世界各地，其中包括百多位無國界記者及其夥伴組織的成員，以及相關的專家，例如研究員、法學家和人權活動家。
問卷的問題主要針對記者和媒體被直接打擊的情況，次要針對出版自由在該國所面對的壓力。無國界記者指出，新闻自由指数僅限於新聞自由，因此不會衡量新聞工作的質量。此排名還會針對非政府組織向記者施加的壓力，例如西班牙的巴斯克軍事組織埃塔對當地記者施壓。

### 新聞自由掠奪者
從2001年開始，无国界记者每年都會出版一份名為「新聞自由掠奪者」（Predators of Press Freedom）的列表。該列表列出該年嚴重違反新聞自由的人士。
於2013年5月，无国界记者發表的「新聞自由掠奪者」列表中包含了39人和組織，其中包括中共中央總書記习近平、越共中央總書記阮富仲、朝鲜最高领导人金正恩、俄羅斯總統普京、伊朗總統马哈茂德·艾哈迈迪内贾德、沙特阿拉伯國王阿卜杜拉·本·阿卜杜勒-阿齐兹·阿勒沙特、敘利亞總統巴沙尔·阿萨德、以色列國防軍、穆斯林兄弟會等。

### 記者和部落客手冊
多年來，无国界记者已出版了好幾本《記者和部落客手冊》，以向記者和部落客提供援助，並提高公眾意識。以下為无国界记者曾出版的《記者和部落客手冊》：
- 《部落客和網絡持不同政見者手冊》（Handbook for Bloggers and Cyber-Dissidents，2005年9月）[23]
- 《記者手冊》（Handbook for Journalists，2007年4月）[24]
- 《被迫流亡國外的記者指南》（Guide for journalists who are forced to flee into exile，2012年6月）June 2012[25]
- 《選舉期間的記者手冊》（Handbook for journalists during elections，2012年7月）[26]

### 互聯網公敵和受監視國家名單
於2006年，无国界记者發佈了一份名為「互聯網公敵」（Enemies of the Internet）的名單。該名單上的國家「不但審查網上新聞和信息，還系統性地鎮壓互聯網系統。」於2007年，无国界记者發佈了另一份名為「受監視國家」（Countries Under Surveillance）的名單。「受監視國家」上的國家雖然非「互聯網公敵」，但其部份行為違反了新聞自由的原則，故需受監視。
2012年，為了配合世界反對網絡審查日，无国界记者更新了其「互聯網公敵」和「受監視國家」名單，巴林和白俄罗斯被从“受监视国家”加入“互联网公敌”。该列表最后更新于2014年，此次更新除网络审查外还更关注于网络监视，国家数量增加至19个，其中美国和英国均被加入“互联网公敌”。
| 互聯網公敵： - 巴林：2012至今 - 白俄羅斯：2006–2008, 2012至今 - ：2009至今 - 中华人民共和国: 2008至今 - 古巴：2006至今 - 衣索比亞：2014至今 - 印度：2014至今 - 伊朗：2006至今 - ：2006至今 - 巴基斯坦：2014至今 - 俄羅斯：2014至今 - 沙烏地阿拉伯：2006至今 - 苏丹：2014至今 - 叙利亚：2006至今 - ：2006至今 - 阿联酋：2014至今 - 英国：2014至今 - 美国：2014至今 - ：2006至今 - 越南：2006至今 已除名互聯網公敵： - 埃及: 2006–2010（现列于“受監視國家”） - 緬甸: 2006–2013 - 突尼西亞: 2006–2010（现列于“受監視國家”） | 受監視國家： - : 2009至今 - : 2009至今 - 埃及: 2011至今 - : 2008–2009，2011至今 - 法國: 2011至今 - : 2008至今 - 马来西亚: 2008–2009，2011至今 - : 2009至今 - 斯里蘭卡: 2008–2009，2011至今 - 泰國: 2008至今 - 突尼西亞: 2011至今 - 土耳其: 2010至今 - 挪威: 2020至今 已除名受監視國家： - 巴林: 2008–2009，2011（现列于“互聯網公敵”） - 白俄羅斯: 2009–2011（现列于“互聯網公敵”） - 印度: 2008–2013（现列于“互聯網公敵”） - 约旦: 2008 - 利比亞: 2008，2011 - 俄羅斯: 2010–2013（现列于“互聯網公敵”） - : 2008 - 阿联酋: 2008–2013（现列于“互聯網公敵”） - 委內瑞拉: 2011 - 葉門: 2008–2009 |

## 争议
無國界記者的一些計畫被指帶有不透明的政治關聯運作，因此有人質疑該組織的中立性及政治目的。中国大陆将其定义为“西方反华势力的急先锋”，并指其“攻击的矛头始终是西方某些国家不喜欢和“讨厌”的国家”。
2002年，法國《世界外交論衡月刊》刊登一篇名為「政變無國界」的報道，無國界記者兩名駐委內瑞拉成員都支持2002年委內瑞拉政變，反對委內瑞拉總統烏戈·查韋斯；又稱2002年1月無國界記者發布聲明稿要求查韋斯「不要再對媒體作惡毒攻擊」，卻隻字不提委內瑞拉右翼媒體針對查韋斯的歪曲報道，亦對委內瑞拉右翼媒體參與2002年委內瑞拉政變視若無睹。
2005年，加拿大駐古巴記者讓-蓋·阿拉德（Jean-Guy Allard）撰寫《梅納德檔案》（El expediente Robert Menard）一書指控，無國界記者接受美國中央情報局與自由古巴中心資助，所以經常高調針對古巴。美國獨立記者黛安娜·巴拉赫娜（Diana Barahona）、宾州爱丁博罗大学（Edinboro University of Pennsylvania）教授Luciana Bohne等同情古巴者也指控，無國界記者收受中情局資助。無國界記者發出新聞稿，承認自2002年起接受自由古巴中心資助每年6.4萬歐元、自2005年起接受美國國家民主基金會資助每年3.5萬歐元，宣稱美國國家民主基金會的撥款僅用於協助非洲記者，又指兩者資助總額只佔無國界記者預算2.5%。一些無國界記者成員、尤其是德國及西班牙分部成員認為，無國界記者不應再接受上列資助；梅納爾卻認為，如果無國界記者放棄上列資助，等於間接承認「那些出於反美的」指控。
2008年4月，时任法國社會黨參議員让-吕克·梅朗雄指控，無國界記者收受美國右翼資金，雖然宣稱捍衛世界各地記者權益，實際上只特別「關心」美國討厭的國家，不關心歐美國家的新聞自由；在美國本土，無國界記者唯一聲援的美國記者是因披露中央情報局情報員姓名、拒絕透露消息來源而入獄的《紐約時報》記者朱迪思·米勒。《費加羅報》記者艾瑞克·澤穆爾在電視節目上指控，無國界記者「受僱於中情局」。梅納爾駁斥梅朗雄的指控，批評梅朗雄是「典型法國麻煩小政客」、「特別喜歡專制政權」，又稱澤穆爾只是重複一些在網路上傳來傳去、並無實質證據的指控。梅納爾堅稱，無國界記者也有批評美國支持的威權盟邦沙烏地阿拉伯，並非只針對美國不喜歡的國家。
印度學者艾倫·希拉瓦斯特瓦（Arun Shivrastva）等合著之《NGO與顏色革命》（Helping or Hurting）一書調查，稱無國界記者、國際特赦組織等國際組織本質一樣，以非政府組織外衣為西方利益服務和輸出西方意識形態，因為採取雙重標準。
2006年，美國獨立記者黛安娜·巴拉赫娜（Diana Barahona）於美國左翼雙月刊《CounterPunch》刊登一篇調查報導，指涉無國界記者長期接受美國國家民主基金會與中央情報局的資金，無國界記者的人權報告必須經過美國政府的指引和審核。然而，2005年《衛報》指出，所有相關指控的新聞報導，皆只有引用此名記者寫的文章為證，事實與否令人質疑。
2020年11月18日，針對中華民國國家傳播通訊委員會（NCC）委員會議決議拒絕中天新聞台換照，《自由時報電子報》記者彭琬馨報導，無國界記者聲明，NCC的決議影響中天電視相關員工，令人遺憾，但不侵害新聞自由，「新聞自由並不是指毫無管制；需要相關管制及民主的控制，才能有效發揮其效用，而不是被濫用」。其後，《聯合報》記者李光儀根據無國界記者台灣分會官網原公開之理事會名單顯示，除了海外民運人士吾爾開希外，理事會成員多為中華民國政府所轄媒體機構中央通訊社、公共電視文化事業基金會、或親綠媒體如《自由時報》的媒體人（彭琬馨為候補理事），指責無國界記者不中立；無國界記者稱，該名單的所有人士皆不涉及無國界記者東亞辦事處之運作。；11月19日，無國界記者組織台灣分會官網撤下組織架構頁面，放上東亞辦事處執行長艾瑋昂之聲明。。CTWANT引述艾瑋昂表示，先前無國界記者台灣分會的聲明尚未獲得總部認可，台灣分會無權對外發表聲明，東亞只有艾瑋昂有權對外發表聲明。中天電視聲明稿駁斥無國界記者說法時稱，無國界記者的說法有不實之處，廣播頻譜並非有限資源，電視廣播服務應由市場機制調節。
2022年4月29日，中華民國外交部宣布，捐贈50萬美元給無國界記者在烏克蘭利沃夫設立「媒體自由中心」（Press Freedom Centre）。5月18日，艾瑋昂接受中央社專訪時表示，台灣新聞自由毋庸置疑，政府公權力無法直接影響媒體工作、控制報導，但仍有利益衝突、假新聞、娛樂感官化等問題；同日，無國界記者秘書長德洛瓦（Christophe Deloire）接受中央社專訪時說，有些台灣媒體由「中國資金」掌控，對編輯工作帶來很大影響，採取措施避免業主過度干涉是合理的，「民主國家應設立機制確保編輯獨立，我們在歐洲也如此要求」。

## 與聯合國教科文組織關係
自1992年以來，無國界記者組織一直在聯合國教科文組織與歐洲委員會具有諮詢地位。
2008年，聯合國教科文組織原本要與無國界記者合辦「網路自由日」，但最後聯合國教科文組織緊急撤回合作關係；理由是「無國界記者在教科文組織沒有得到通知的情形下，散布了有關教科文組織一些成員國的資料；而教科文組織也不會認可這行為」，以及「放置教科文組織標識的方式意指本組織支持其所提供資訊」。而無國界記者在一份新聞稿中回應：「聯合國教科文組織已經撤回了對此次活動的支持，因為非政府組織發布的網路敵人名單中的一些國家已直接施加壓力以實現這一目標。」
2012年3月，聯合國教科文組織執行委員會舉行了第189屆會議，據報告說明：「委内瑞拉在秘鲁的附议下要求将记者无国界组织从被接纳为享有协作地位的组织的名单中去掉，理由是该非政府组织的工作方法与教科文组织在新闻领域的价值观不一致。委员会赞成这一要求，因此记者无国界组织将继续与教科文组织保持享有咨询地位的正式伙伴关系。」。同年3月13日，無國界記者組織否認有報導稱聯合國教科文組織在該會議中因無國界記者組織「缺乏道德」而將之「排除在外」，該組織批評一些媒體尤其是在拉丁美洲的媒體散發了這種虛假報導，且沒有嘗試過進行任何事實核實。